# Herdenkingsmunten van € 2 (2007)
Hieronder staat een lijst van herdenkingsmunten van twee euro met slagjaar 2007.
| Afbeelding | Land          | Ter gelegenheid van                                                                              | Oplage     | Datum uitgave   |
| --- | ------------- | ------------------------------------------------------------------------------------------------ | ---------- | --------------- |
| | Luxemburg     | Groothertogelijk Paleis (vierde uit de 'Luxemburgse dynastie'-serie)                             | 1.031.000  | 1 februari 2007 |
| Omschrijving: De munt toont een afbeelding van de Groothertog voor een afbeelding van het Groothertoglijk Paleis. Het jaar van uitgifte, 2007, staat aan de linkerzijde, met het teken van de graveur erboven en het muntteken eronder. Het woord “LËTZEBUERG” staat aan de onderzijde van het ontwerp. De 12 sterren van de Europese Unie staan langs de buitenrand van de munt. |               |                                                                                                  |            |                 |
| |               |                                                                                                  |            |                 |
| | Duitsland     | Kasteel van Schwerin te Schwerin, Mecklenburg-Voor-Pommeren (Tweede uit de 'Bundesländer'-serie) | 31.245.630 | 2 februari 2007 |
| Omschrijving: De munt toont het Kasteel van Schwerin en draagt het opschrift “Mecklenburg-Vorpommern” – de federale staat Mecklenburg-Voor-Pommeren waar het kasteel zich bevindt. Het muntteken “A”, “D”, “F”, “G” of “J” staat boven de afbeelding, en de initialen van de graveur “HH” eronder. Het jaar van uitgifte, 2007, de 12 sterren van de Europese Unie en de woorden “Bundesrepublik Deutschland” staan langs de buitenrand. |               |                                                                                                  |            |                 |
| |               |                                                                                                  |            |                 |
| | Europese Unie | 50-jarig jubileum van het Verdrag van Rome                                                       | 87.657.666 | 25 maart 2007   |
| Omschrijving: De munt toont het document met het Verdrag ondertekend door de zes oprichtingslanden tegen een achtergrond die herinnert aan de bestrating van de Piazza del Campidoglio in Rome (ontworpen door Michelangelo), waar het Verdrag op 25 maart 1957 werd ondertekend. De opschriften Verdrag van Rome 50 jaar, EUROPA en de naam van het uitgevende land zijn weergegeven in de nationale taal of talen van het eurogebied of in het Latijn (Belgische uitgave). De opschriften verschillen dus van land tot land, maar de afbeelding is hetzelfde. De Luxemburgse munt bevat tevens, als gevolg van nationale wetten die bepalen dat elke munt een beeltenis van de huidige groothertog moet bevatten, een hologram van de Groothertog. |               |                                                                                                  |            |                 |
| Voor meer informatie zie Herdenkingsmunten 50-jarig jubileum van het Verdrag van Rome. |               |                                                                                                  |            |                 |
| |               |                                                                                                  |            |                 |
| | Portugal      | Voorzitterschap Europese Unie                                                                    | 1.275.000  | 2 juli 2007     |
| Omschrijving: De munt toont in het midden een afbeelding van een kurkeik (Quercus Suber). Onder de onderste takken staat links van de boomstam het wapen van Portugal en rechts het woord “PORTUGAL”, verdeeld over drie regels. Onder de boom, langs de onderzijde van het binnenste gedeelte van de munt, staan in een boog de handtekening van de ontwerper (I. Vilar), het jaar van uitgifte (2007), het muntteken (INCM) en de inscriptie “PRESIDÊNCIA DO CONSELHO DA UE”. De 12 sterren van de Europese Unie staan langs de buitenrand van de munt. |               |                                                                                                  |            |                 |
| |               |                                                                                                  |            |                 |
| | Monaco        | 25ste sterfdag van prinses Gracia                                                                | 20.001     | 12 juli 2007    |
| Omschrijving: De munt toont een beeltenis van prinses Gracia, met aan de rechterzijde het opschrift ‘MONACO’, het muntteken, het jaar ‘2007’ en het teken van de graveur. Onder het kapsel van de Prinses staat de naam van de kunstenaar, ‘R.B. BARON’. Langs de buitenrand van de munt zijn de twaalf sterren van de Europese Unie afgebeeld. |               |                                                                                                  |            |                 |
| |               |                                                                                                  |            |                 |
| | San Marino    | 200ste geboortedag van Giuseppe Garibaldi                                                        | 130.000    | 9 oktober 2007  |
| Omschrijving: In het midden van de munt bevindt zich een gegraveerd portret van Giuseppe Garibaldi. De woorden ‘SAN MARINO’ en het jaar van uitgifte (2007) staan langs de buitenrand van het middengedeelte, respectievelijk links en rechts van het portret. Het muntteken (R) staat links van het portret, terwijl de initialen van de kunstenaar Ettore Lorenzo Frapiccini (E.L.F.) links onder in het middengedeelte te vinden zijn. Langs de buitenrand van de munt zijn de twaalf sterren van de Europese Unie afgebeeld. |               |                                                                                                  |            |                 |
| |               |                                                                                                  |            |                 |
| | Vaticaanstad  | 80ste verjaardag van paus Benedictus XVI                                                         | 100.000    | 23 oktober 2007 |
| Omschrijving: In het midden van de munt staat het naar links gerichte profiel van Zijne Heiligheid Paus Benedictus XVI afgebeeld. Het opschrift ‘BENEDICTI XVI P.M. AETATIS ANNO LXXX CITTA' DEL VATICANO’ is langs de buitenrand van het middengedeelte van de munt gegraveerd. Links van de afbeelding bevinden zich het muntteken ‘R’, het jaar van uitgifte ‘2007’, en de initialen van de graveur ‘M.C.C. INC.’(Maria Carmela Colaneri), de naam van de kunstenaar, ‘LONGO’ (Daniele Longo), staat aan de rechterzijde. Langs de buitenrand van de munt zijn de twaalf sterren van de Europese Unie afgebeeld. |               |                                                                                                  |            |                 |
| |               |                                                                                                  |            |                 |
| | Finland       | 90 jaar onafhankelijkheid                                                                        | 2.000.000  | 3 december 2007 |
| Omschrijving:Op de munt (ontworpen door Reijo Paavilainen) is een boot met negen roeiers afgebeeld, als symbool voor samenwerking. Het jaar van uitgifte, 2007, en het jaar van onafhankelijkheid, 1917, staan respectievelijk boven en onder de afbeelding. Links van de roeiriemen staat het muntteken en rechts ervan 'FI' voor Finland. Langs de buitenrand van de munt zijn de twaalf sterren van de Europese Unie afgebeeld. |               |                                                                                                  |            |                 |

## Kaart

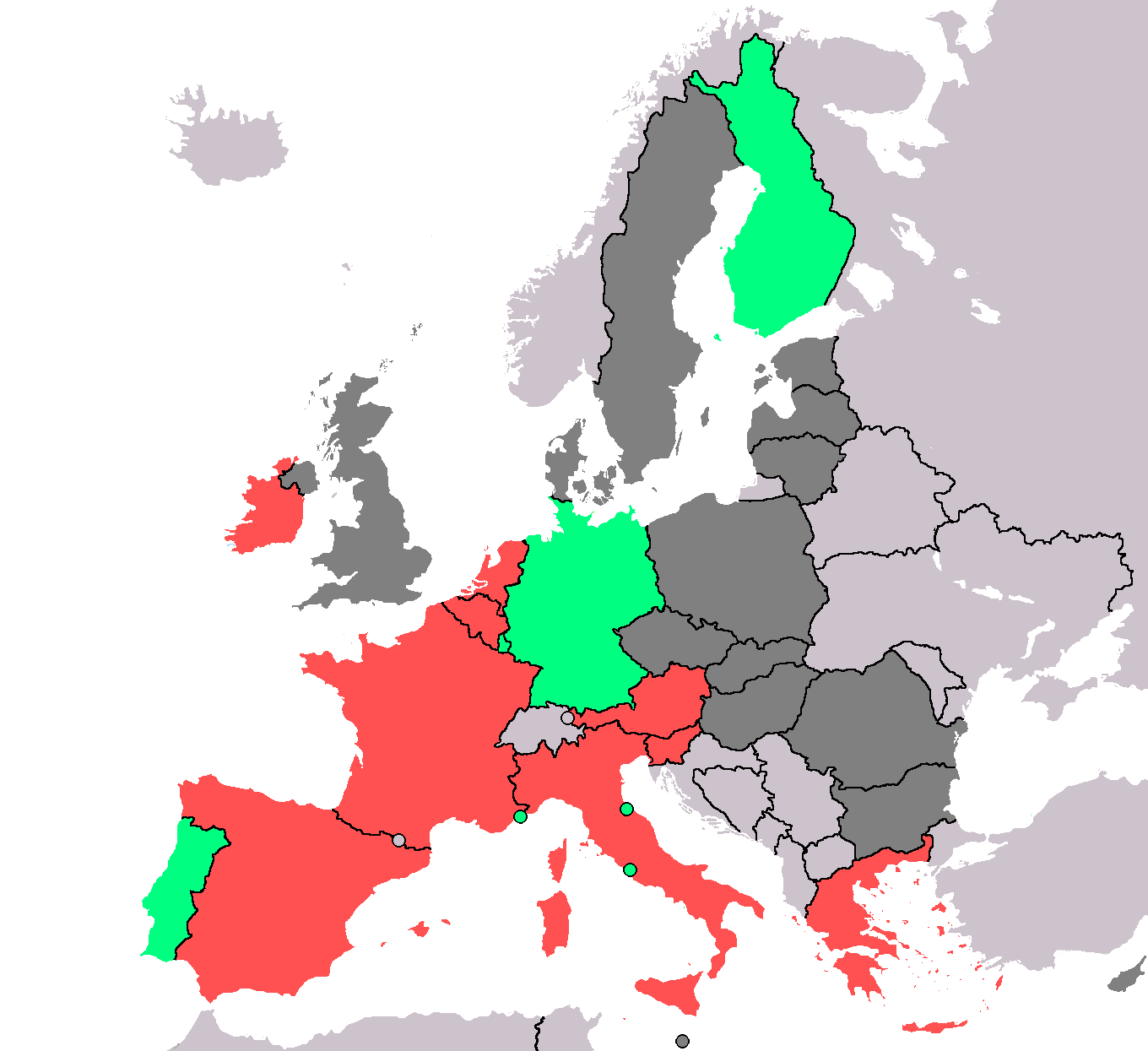
Euro-landen die in 2007 een munt hebben uitgegeven
Overige euro-landen die in 2007 geen munt hebben uitgegeven
EU-lidstaten die in 2007 (nog) geen euroland waren
Landen die in 2007 geen lid waren van de EU